# Олд-Орчерд (Пенсільванія)
Олд-Орчерд (англ. Old Orchard) — переписна місцевість (CDP) в США, в окрузі Нортгемптон штату Пенсільванія. Населення — 2406 осіб (2020).

## Географія
Олд-Орчерд розташований за координатами 40°39′28″ пн. ш. 75°15′40″ зх. д. / 40.65778° пн. ш. 75.26111° зх. д. (40.657761, -75.260981).  За даними Бюро перепису населення США в 2010 році переписна місцевість мала площу 1,79 км², уся площа — суходіл. В 2017 році площа становила 1,89 км², уся площа — суходіл.

## Демографія
Згідно з переписом 2010 року, у переписній місцевості мешкали 2434 особи в 927 домогосподарствах у складі 736 родин. Густота населення становила 1357 осіб/км².  Було 945 помешкань (527/км²).
Расовий склад населення:
| - 93,8 % — білих - 1,6 % — чорних або афроамериканців - 1,2 % — азіатів - 0,1 % — корінних американців - 1,4 % — осіб інших рас |

До двох чи більше рас належало 1,8 %. Частка іспаномовних становила 3,6 % від усіх жителів.
За віковим діапазоном населення розподілялося таким чином: 19,8 % — особи молодші 18 років, 58,9 % — особи у віці 18—64 років, 21,3 % — особи у віці 65 років та старші. Медіана віку мешканця становила 47,4 року. На 100 осіб жіночої статі у переписній місцевості припадало 96,4 чоловіків;  на 100 жінок у віці від 18 років та старших — 97,5 чоловіків також старших 18 років.
Середній дохід на одне домашнє господарство  становив 88 372 долари США (медіана — 70 994), а середній дохід на одну сім'ю — 99 939 доларів (медіана — 81 379). Медіана доходів становила 60 294 долари для чоловіків та 46 250 доларів для жінок. За межею бідності перебувало 5,8 % осіб, у тому числі 11,2 % дітей у віці до 18 років та 4,6 % осіб у віці 65 років та старших.
Цивільне працевлаштоване населення становило 1090 осіб. Основні галузі зайнятості: освіта, охорона здоров'я та соціальна допомога — 24,3 %, виробництво — 13,6 %, роздрібна торгівля — 11,4 %.